# Val-du-Layon
Val-du-Layon – gmina we Francji, w regionie Kraj Loary, w departamencie Maine i Loara. W 2013 roku liczba ludności wynosiła 3265 mieszkańców. 
Gmina została utworzona 31 grudnia 2015 roku z połączenia dwóch ówczesnych gmin: Saint-Aubin-de-Luigné oraz Saint-Lambert-du-Lattay. Siedzibą gminy została miejscowość Saint-Lambert-du-Lattay.